# Lejkowiec dęty

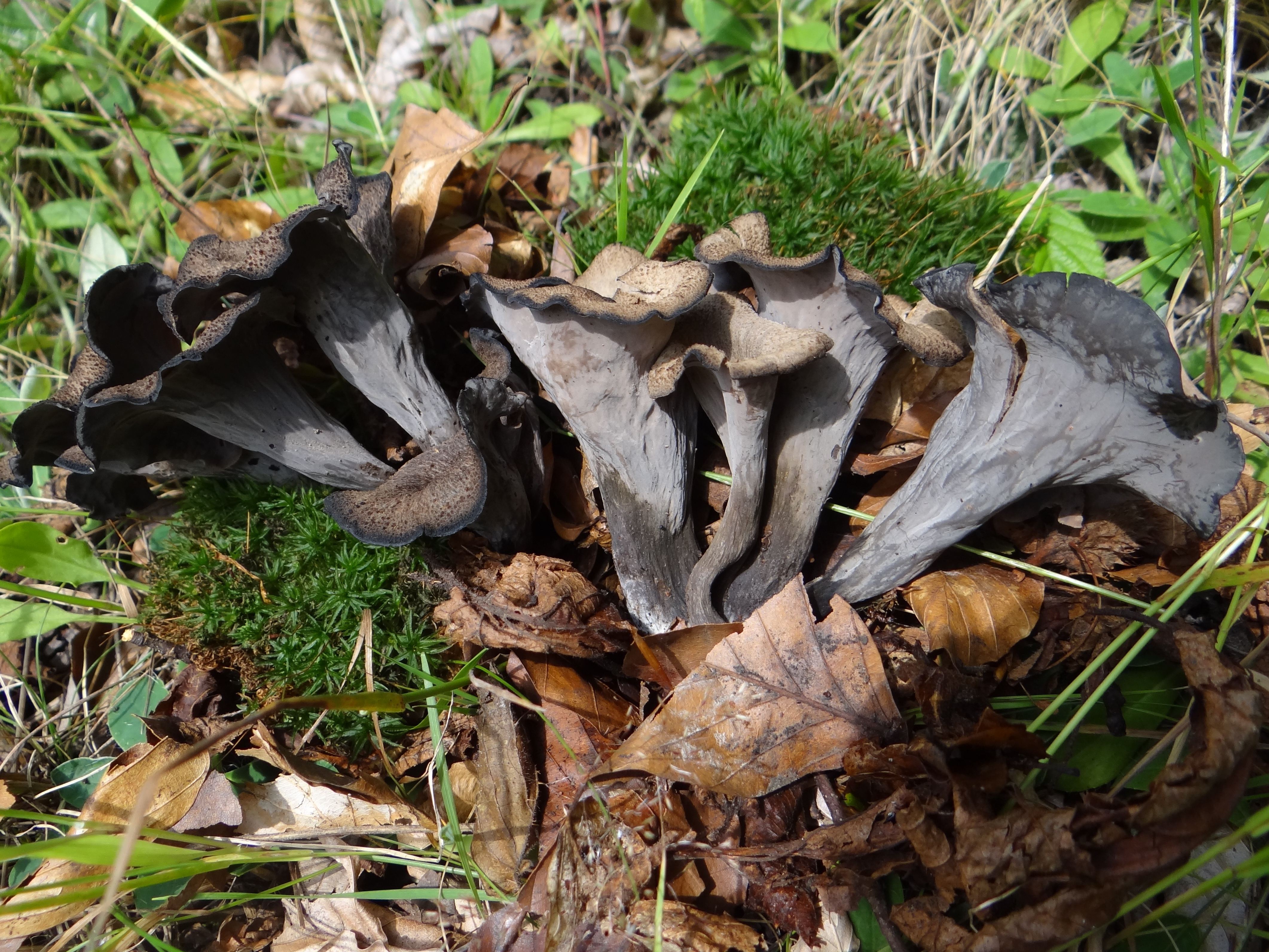
Dojrzałe owocniki lejkowca dętego

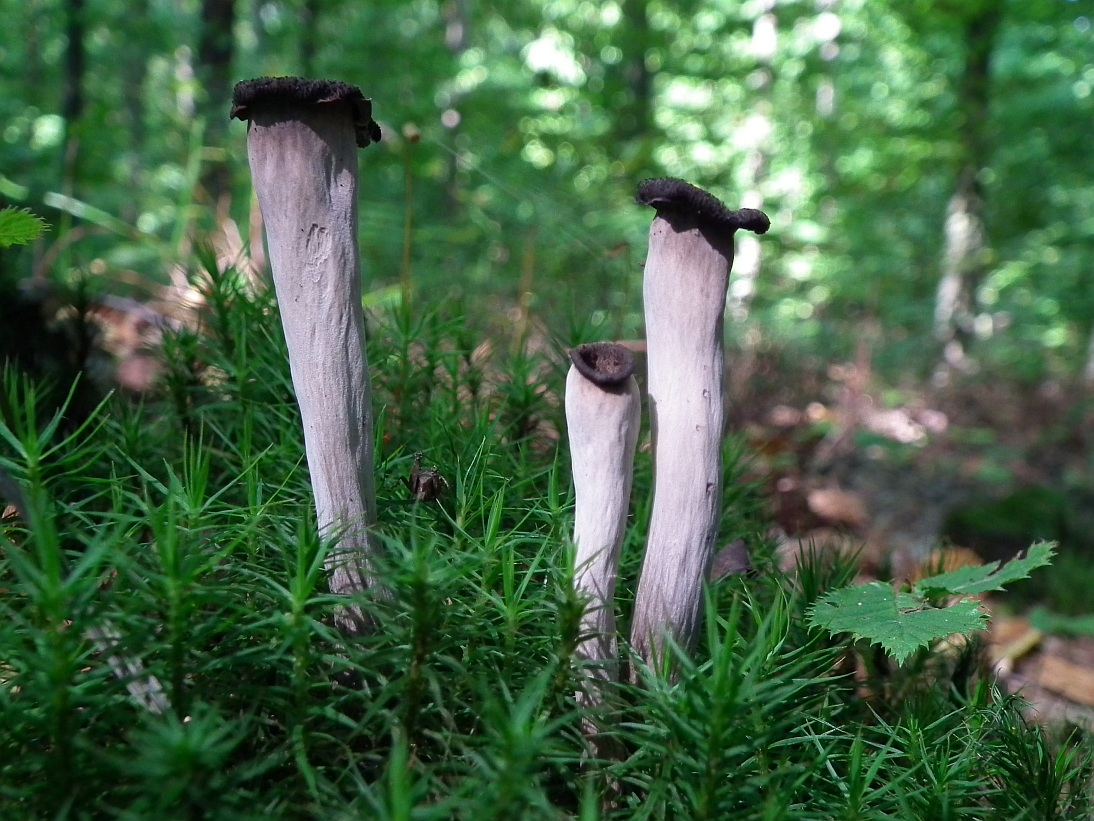
Lejkowiec dęty

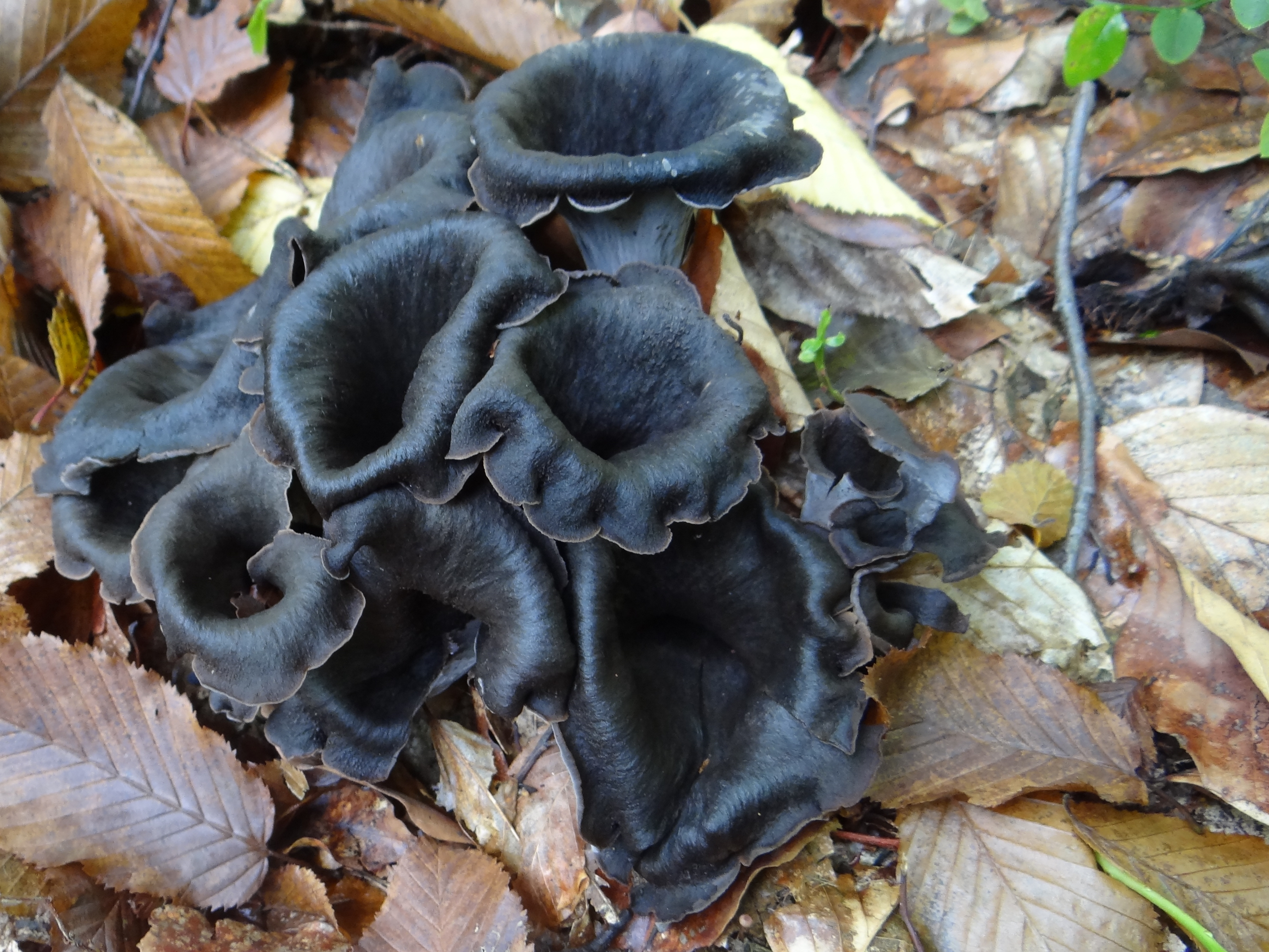
Stare owocniki stają się całkiem czarne

Lejkowiec dęty (Craterellus cornucopioides (L.) Pers.) – gatunek grzybów z rodziny kolczakowatych (Hydnaceae).

## Systematyka i nazewnictwo
Pozycja w klasyfikacji według Index Fungorum: Craterellus, Hydnaceae, Cantharellales, Incertae sedis, Agaricomycetes, Agaricomycotina, Basidiomycota, Fungi.
Po raz pierwszy takson ten zdiagnozował w 1753 r. Karol Linneusz nadając mu nazwę Peziza cornucopioides. Obecną, uznaną przez Index Fungorum nazwę nadał mu w 1825 r. Christiaan Hendrik Persoon przenosząc go do rodzaju Craterellus.
Synonimy naukowe:

- Cantharellus cornucopioides (L.) Fr. 1821
- Craterella cornucopioides (L.) Pers. 1797
- Craterellus ochrosporus Burt 1914
- Dendrosarcus cornucopioides (L.) Kuntze 1898
- Helvella cornucopioides (L.) Bull. 1791
- Helvella cornucopioides (L.) Scop. 1772
- Merulius cornucopioides (L.) With. 1792
- Merulius cornucopioides (L.) Pers. 1801
- Merulius purpureus With. 1792
- Octospora cornucopioides (L.) Timm 1788
- Pezicula cornucopioides (L.) Paulet 1791
- Peziza cornucopioides L. 1753
- Pleurotus cornucopioides (L.) Gillet 1871
- Pocillaria cornucopioides (Pers.) Kuntze 1891
- Sterbeeckia cornucopioides (L.) Dumort. 1822[2].

Nazwę polską podał Stanisław Chełchowski w 1898 r. W polskim piśmiennictwie mykologicznym gatunek ten opisywany był też jako stroczek ciemnobrunatny i lejkowiec gładki. Nazwy regionalne: skórzak, cholewka, wronie uszy, wroniaki, kominki.

## Morfologia
Owocnik
Średnica 3–8 cm, kształt trąbkowato-lejkowaty z podwiniętym brzegiem, pofałdowanym w dojrzałych okazach. Część wewnętrzna początkowo brązowoczarna, później czarnosiwa, w końcu czarna, z nieregularnymi rzadkimi łuskami. Zewnętrzna szarobrązowa, najpierw gładka, potem pomarszczona. Zewnętrzną stronę całego owocnika pokrywa hymenium, dlatego w dojrzałych okazach białe zarodniki zabarwiają ją na biało. Jest higrofaniczny.
Trzon
Wysokość 5–12 cm. Jest wewnątrz pusty, od dołu ku górze lejkowato rozszerza się, płynnie przechodząc w kapelusz. W górnej części jest często rozdarty. Powierzchnia gładka lub pomarszczona, o barwie siwobrązowej lub siwoczarnej. Starsze trzony, podobnie jak kapelusz są biało oprószone od zarodników.
Miąższ
Cienki, z początku szaroczarny, potem całkiem czarny. Jest dość elastyczny i sprężysty. Po ususzeniu staje się łamliwy, ale po namoczeniu znów odzyskuje elastyczność. Smak nieznaczny, zapach przyjemny.
Wysyp zarodników
Biały. Zarodniki o średnicy 12–15 × 7–8,5 µm, gładkie, bezbarwne.

## Gatunki podobne
Trudno go pomylić z innym grzybem ze względu na charakterystyczny wygląd i brak podobnych jemu gatunków. Najbardziej podobny jest lejkowiec pełnotrzonowy (Craterellus undulatus).

## Występowanie i siedlisko
Występuje niemal wyłącznie na półkuli północnej: w Ameryce Północnej i Środkowej, Europie i Azji. Jego północny zasięg sięga po środkową część Półwyspu Skandynawskiego i Zatokę Hudsona w Kanadzie. Na półkuli południowej występuje tylko na wyspie Nowa Gwinea.
Grzyb mykoryzowy. W Polsce wytwarza owocniki od sierpnia do listopada w lasach liściastych i mieszanych, zwykle kępami, najczęściej na obszarach podgórskich. Zazwyczaj rośnie pod bukami i dębami.

## Znaczenie
Grzyb jadalny, jednak ze względu na mało apetyczny wygląd oraz czernienie podczas gotowania najczęściej bywa suszony, mielony na proszek i używany jako przyprawa do zup i sosów. Ma jednak mierne własności smakowe i ze względu na coraz rzadsze występowanie nie powinien być zbierany.
Ma własności lecznicze; wykazuje działanie przeciwhiperglikemiczne, antyoksydacyjne i przeciwnowotworowe.